# 木村八重子
木村 八重子（きむら やえこ、1942年4月22日 - ）は、日本の女優。東京都出身。サイアン所属。身長153cm。体重53kg。
父は政治家、経済評論家の木村禧八郎。

## 出演

### 映画
- カミングホーム お家に帰ろう!（2011年）
- ウルヴァリン:SAMURAI（2013年、20世紀フォックス）
- カレーの味（2014年） - 千代子 役
- テルマエ・ロマエII（2014年、東宝）
- 小川町セレナーデ（2014年、アイエス・フィールド）
- さいはてにて-やさしい香りと待ちながら-（2015年、東映）
- All For Cinema!（2015年）
- ディアーディアー（2015年、オフィス桐生）

### テレビドラマ
- 怪談新耳袋 百物語 第108話（2010年、BS-TBS）
- でたらめヒーロー 第2話（2013年、日本テレビ）
- 獣電戦隊キョウリュウジャー 第8話（2013年、テレビ朝日）
- 三匹のおっさん〜正義の味方、見参!!〜 第2話（2014年、テレビ東京）
- 庶務行員 多加賀主水が許さない5（2020年） - 春日幸江 役
- TOKYO VICE 第1話（2022年4月、HBO Max・WOWOW） - 里村史子 役
- 弁護士ソドム 第1話（2023年4月28日、テレビ東京） - 横手八重子 役
- ダブルチート 偽りの警官 Season1 第1話（2024年4月26日、テレビ東京・WOWOW） - 伊藤 役[3]
- アンメット ある脳外科医の日記 第8話（2024年6月3日、関西テレビ・フジテレビ） - 川上 役
- 新宿野戦病院 第10話（2024年9月4日、フジテレビ） - 患者 役[4]

### テレビ番組
- 総合診療医ドクターG（2012年、NHK）

### 舞台
- 11人の魔女たち（2008年）
- 天空の桜（2008年）
- 諸刃（2009年）
- 舞浜・角谷町・駅前通り（2010年） - クニ 役
- バスターミナル 最終章：母と娘とバスターミナルの清掃員（2011年）
- X'mas Days 〜シスターと迷える11人〜（2012年）
- ボスニアに咲く花（2014年）

### CM
- 日本製紙クレシア ポイズ（2013年）
- 楽天生命保険（2014年）